# Genista holopetala
Genista holopetala är en ärtväxtart som först beskrevs av Johann Friedrich Wilhelm Koch, och fick sitt nu gällande namn av Antonio Baldacci. Genista holopetala ingår i släktet ginster, och familjen ärtväxter. IUCN kategoriserar arten globalt som otillräckligt studerad. Inga underarter finns listade i Catalogue of Life.